# Smicromorpha
Smicromorpha is een geslacht van vliesvleugeligen uit de familie bronswespen (Chalcididae). De wetenschappelijke naam van dit geslacht is voor het eerst geldig gepubliceerd in 1913 door Girault.

## Soorten
Het geslacht Smicromorpha omvat de volgende soorten:
- Smicromorpha banksi Naumann, 1986
- Smicromorpha doddi Girault, 1913
- Smicromorpha eudela Naumann, 1986
- Smicromorpha keralensis Narendran, 1979
- Smicromorpha lagynos Naumann, 1986
- Smicromorpha masneri Darling, 2009
- Smicromorpha minera Girault, 1926